# Omanagallia
Omanagallia är ett släkte av insekter. Omanagallia ingår i familjen dvärgstritar.
Kladogram enligt Catalogue of Life:
| Omanagallia | \| \| Omanagallia elongata \| \| \| \| \| \| Omanagallia obscura \| \| \| \| |
|             | \| \| Omanagallia elongata \| \| \| \| \| \| Omanagallia obscura \| \| \| \| |
|             | Omanagallia elongata                                                         |
|             |                                                                              |
|             | Omanagallia obscura                                                          |
|             |                                                                              |